# 高尔高古陶
高尔高古陶，是匈牙利诺格拉德州所辖的一个村。总面积15.89平方公里，总人口642，人口密度40.4人/平方公里（2011年1月1日）。